# Antoon Wydoit
Antoon Wydoit (Sint-Omaars, ??? – Koksijde, 2 juli 1566) was abt van de Abdij Onze-Lieve-Vrouw Ten Duinen te Koksijde.

## Kloosterleven
Laurentius werd monnik in 1521, onder abt Robrecht II de Clercq. Hij sprak vloeiend Vlaams, Frans en Latijn. In 1535 werd hij beheerder van Hof te Zande in het huidige Kloosterzande, een streek die toen bij Vlaanderen hoorde. Hij ontpopte er zich tot een specialist van de polderwerken en liet er het Oude Hoofd aanleggen om de polders te beschermen.
Op 1 oktober 1557 werd Antoon Wydoit de 34ste abt van de Duinenabdij. Ondanks recente overstromingen, stond de abdij er redelijk goed voor. Toch probeerde de abt om de onveilige kuststreek te verlaten en de gemeenschap te vestigen in de Eekhoutabdij te Brugge. Hij kreeg hiervoor niet de nodige toestemming.

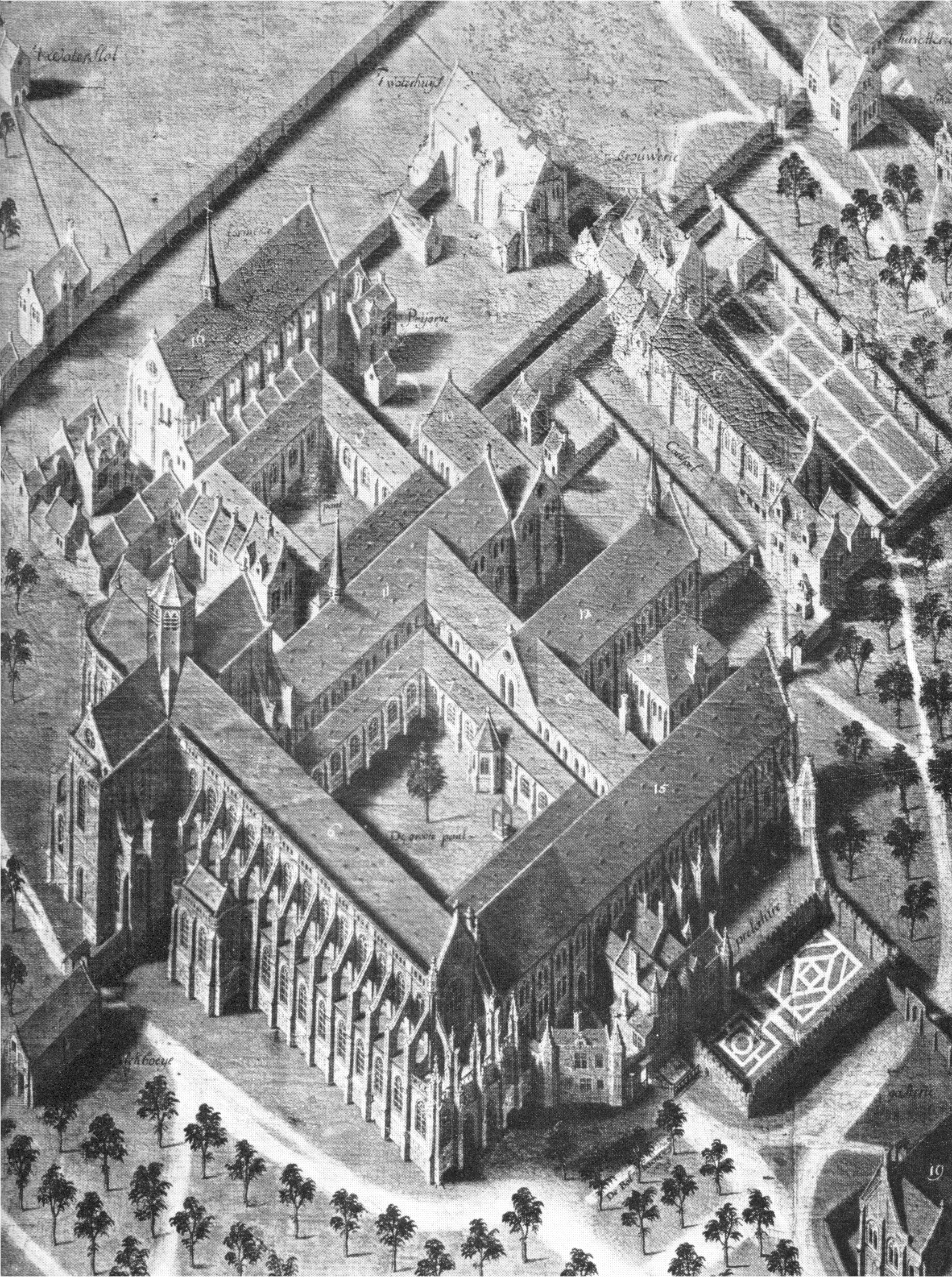
Uitsnede van het plan van de Duinenabdij (Pieter Pourbus)

Daarop vroeg hij aan Pieter Pourbus om een plan te tekenen van de abdij waarop zou te zien zijn hoe de abdij gelegen was te midden van de oprukkende duinen. De ontwerptekening uit 1563 is bewaard. 
Op 15 augustus 1566, de maand na het overlijden van abt Wydoit, kreeg de abdij te maken met een zware aanval van beeldenstormers.